# Недреманная (гора)
Недреманная гора — гора-останец в Ставропольском крае России, вершина Недреманного хребта.
Абсолютная высота — 665 метров над уровнем моря.
Недреманную гору иногда называют «оком Ставрополя», недреманным оком Ставрополя. Недреманная — это своеобразная гора-останец, водораздел реки Кубани и верхней части реки Егорлык. Эта гора входит в состав Верхнеегорлыкского ландшафта и представляет его верхний ярус (500—831 м). Южная часть горы разрушена карьерными разработками. 
В северо-западной части горы, на расстоянии более 7 км - государственный заказник- Лопатинский лес